# Инокентий III (антипапа)
Инокентий III (на латински: Innocens) е антипапа от 1179 до 1180.

## Биография
Инокентий III произлиза от знатно лангобардско семейство.
Опоненти на папа Александър III се опитват да го направят папа през септември 1179. Александър обаче подкупва неговите привърженици с цел да го предадат и го затваря в манастира на Ла Кава през януари 1180.